# Héctor Hoffens
Héctor Antonio Hoffens Valenzuela (Santiago, Chile, 3 de enero de 1957) es un exfutbolista chileno, que fue gran figura de la Universidad de Chile de los años 80'. Destacó en la posición de puntero derecho.

## Trayectoria
En su infancia, jugó por el club amateur Santa Teresa de Ñuñoa, y por el C.S.D. Los Fenómenos de la misma comuna. Debutó a los 17 años en el club de sus amores, Universidad de Chile, en 1974, en partido contra Unión La Calera, donde marcó un gol. Fue enviado a préstamo por un año a Ferroviarios en 1977. Al año siguiente se consolidó en el equipo titular. Formó una gran dupla de ataque con otro ídolo del club, Sandrino Castec. Es recordado por participar en la jugada del gol que marcó Arturo Salah en 1981 y que clasificó a los azules a Copa Libertadores. En 1984 partió a Audax Italiano. Volvió a Universidad de Chile en 1986, pero descendió a Segunda División con los azules en 1988 y fue la gran figura en el ascenso en 1989, logrando ser considerado el Futbolista del año en Chile En 1990 es despedido del equipo a los 33 años, por decisión de los dirigentes acogiéndose al retiro definitivo de la actividad, pese a eso se mantiene identificado con el club.

## Estadísticas
Actualizado a fin de carrera deportiva.
| Club                         | Div.          | Temporada     | Liga  | Liga  | Copas nacionales | Copas nacionales | Torneos internacionales | Torneos internacionales | Total | Total | Media goleadora |
| Club                         | Div.          | Temporada     | Part. | Goles | Part.            | Goles            | Part.                   | Goles                   | Part. | Goles | Media goleadora |
| ---------------------------- | ------------- | ------------- | ----- | ----- | ---------------- | ---------------- | ----------------------- | ----------------------- | ----- | ----- | --------------- |
| Universidad de Chile · Chile | 1ª            | 1974          | 4     | 1     | —                | —                | —                       | —                       | 4     | 1     | 0,25            |
| Universidad de Chile · Chile | 1ª            | 1975          | 2     | 0     | —                | —                | —                       | —                       | 2     | 0     | 0,00            |
| Universidad de Chile · Chile | 1ª            | 1976          | 1     | 1     | —                | —                | —                       | —                       | 1     | 1     | 1,00            |
| Universidad de Chile · Chile | 1ª            | 1978          | 25    | 2     | —                | —                | —                       | —                       | 25    | 2     | 0,08            |
| Universidad de Chile · Chile | 1ª            | 1979          | 37    | 1     | 13               | 4                | —                       | —                       | 50    | 5     | 0,10            |
| Universidad de Chile · Chile | 1ª            | 1980          | 35    | 3     | 11               | 3                | —                       | —                       | 46    | 6     | 0,13            |
| Universidad de Chile · Chile | 1ª            | 1981          | 32    | 5     | 9                | 2                | —                       | —                       | 41    | 7     | 0,17            |
| Universidad de Chile · Chile | 1ª            | 1982          | 32    | 16    | 13               | 0                | —                       | —                       | 45    | 16    | 0,36            |
| Universidad de Chile · Chile | 1ª            | 1983          | 33    | 5     | 18               | 2                | —                       | —                       | 51    | 7     | 0,14            |
| Universidad de Chile · Chile | 1ª            | 1986          | 32    | 3     | —                | —                | —                       | —                       | 32    | 3     | 0,09            |
| Universidad de Chile · Chile | 1ª            | 1987          | 32    | 2     | 6                | 0                | —                       | —                       | 38    | 2     | 0,05            |
| Universidad de Chile · Chile | 1ª            | 1988          | 27    | 1     | 17               | 6                | —                       | —                       | 44    | 7     | 0,16            |
| Universidad de Chile · Chile | 2ª            | 1989          | 26    | 3     | 12               | 1                | —                       | —                       | 38    | 4     | 0,11            |
| Universidad de Chile · Chile | 1ª            | 1990          | 15    | 1     | 10               | 2                | —                       | —                       | 25    | 3     | 0,12            |
| Universidad de Chile · Chile | Total club    | Total club    | 333   | 44    | 109              | 20               | 0                       | 0                       | 442   | 64    | 0,14            |
| Ferroviarios · Chile         | 2ª            | 1977          | —     | —     | —                | —                | —                       | —                       | -     | -     | 0,00            |
| Ferroviarios · Chile         | Total club    | Total club    | 0     | 0     | 0                | 0                | 0                       | 0                       | -     | -     | 0,00            |
| Audax Italiano · Chile       | 1ª            | 1984          | 22    | 3     | -                | 5                | —                       | —                       | 22    | 8     | 0,10            |
| Audax Italiano · Chile       | 1ª            | 1985          | 35    | 4     | —                | —                | —                       | —                       | 35    | 4     | 0,10            |
| Audax Italiano · Chile       | Total club    | Total club    | 57    | 7     | -                | 5                | 0                       | 0                       | 57    | 12    | 0,21            |
| Total carrera                | Total carrera | Total carrera | 390   | 51    | 109              | 25               | 0                       | 0                       | 499   | 76    | 0,15            |
| 1. 2.                        |               |               |       |       |                  |                  |                         |                         |       |       |                 |

## Palmarés

### Títulos nacionales
| Título                    | Club                 | País  | Año  |
| ------------------------- | -------------------- | ----- | ---- |
| Copa Chile                | Universidad de Chile | Chile | 1979 |
| Segunda División de Chile | Universidad de Chile | Chile | 1989 |

#### Distinciones individuales
| Distinción                                                                   | Año  |
| ---------------------------------------------------------------------------- | ---- |
| Mejor puntero derecho del fútbol chileno                                     | 1982 |
| Cóndor de Bronce al mejor deportista del fútbol profesional                  | 1989 |
| Incluido dentro de las 50 mejores figuras históricas de Universidad de Chile | 2016 |